# Velîkîi Hovîliv, Terebovlea
Velîkîi Hovîliv (în ucraineană Великий Говилів) este localitatea de reședință a comunei Velîkîi Hovîliv din raionul Terebovlea, regiunea Ternopil, Ucraina.

## Demografie
Componența lingvistică a localității Velîkîi Hovîliv
     Ucraineană (99,74%)
     Alte limbi (0,26%)
Conform recensământului din 2001, majoritatea populației localității Velîkîi Hovîliv era vorbitoare de ucraineană (99,74%), existând în minoritate și vorbitori de alte limbi.